# Сярска крепост
Сярската крепост или Сярското кале, наричано Кула (на гръцки: Ακρόπολη, Κουλάς), е средновековно отбранително съоръжение, разположено над източномакедонския град Сяр (Серес), Гърция.

## Местоположение
Крепостта е разположена на хълм северно над съвременния град Сяр.

## История
В IX век крепостта е изградена от Никифор Фока. Споменава се в много хрисовули на византийски императори като кастрон (Κάστρον).
В XVII век Евлия Челеби пише за крепостта:
| „ | Когато крепостта била обсадена от Мурад I, голяма част от нея е разрушена и газите и частите им с лекота я завладели. Крепостта е известна като Сируз, което е персийската дума за днес, но местните я наричат Серес на разговорния език... Крепостта има хубава, каменна структура с пет ъгъла. Разположена е на хълм на изток от града. Стои на гладка, масивна, черна скала. Крепостта има две врати - едната на изток, другата на запад. Основните врати нямат по-малки отвори. В крепостта няма селища. | “ |

През 1891 година Георги Стрезов пише за укреплението:
| „ | От другите старини в града е и споменатата твърдиня, която по предание се разказва, че е направена от сърбския крал Стефан Душан, когато той прострял държавата си до Места и бил достигнал върха на славата си. От Душановата крепост стоят развалини, между които най-добре са запазени една черквица и една кула. | “ |

В началото на 1913 година Богдан Филов посещава крепостта и пише за нея:
| „ | Калето е градено от речни камъни с хоросан без керемиди. Освен голямата кула, запазени са още една по-малка и много части от стените, а така също и полуразрушена византийска църква във вид на кръст със съборен купол. | “ |

В 1925 година крепостта с кулата и църквата „Свети Николай“ е обявена за защитен паметник на културата.

## Описание
Ходът на периметърната стена на крепостта може да се възстанови с достатъчна сигурност. Част от нея са запазени, но големи части са се свекли, а други са разрушени при изграждането на туристическа беседка през 50-те години на XX век. Като цяло стената следва контура на хълма, като в двата си края източен и западен завършва с две кули. Западната кула, наричана днес Кулата на Орест (Πύργος του Ορέστη) е била и кулата на акропола, последното убежище на защитниците. Второ заграждение, започващо от северната страна и завършващо при кулата на Орест, създава вътрешната цитадела. На задоволителна височина са запазени още две кули от северната страна със секциите между тях. Като цяло оцелелите части са от XIV век. Изключение прави петоъгълната кула от южната страна, която запазва раннохристиянската, средновизантийската и късновизантийската фаза.
Кулата на Орест е най-добре запазената и в същото време най-характерната част от византийското укрепление на Сяр. Дължи името си на надписа на цокъла от западната страна. Според преобладаващото четене надписът гласи следното: „Кула на Стеф[а]н Василевс построена от Орест“ (Πύργος Στ[ε]φ[ά]νου βασιλέως όν έκτησεν Ορέστης). Въз основа на надписа, тя датира в 1350 година и се счита за дело на царя на Сърбия Стефан Душан. Представлява масивна правоъгълна кула със солидна основа и дъговиден под. Височината ѝ е 20 m.